# Fêtes galantes (Debussy)
Les Fêtes galantes sont un cycle de mélodies composé par Claude Debussy sur des poèmes de Paul Verlaine, en deux livres (FL. 86 et FL. 114).

## Histoire de l'œuvre
Les six poèmes proviennent du recueil Fêtes galantes de Paul Verlaine, paru en 1869.
Le premier livre (FL. 86) est composé en 1891 et 1892. Le manuscrit de la partition montre deux mélodies, « Pantomime » et « Mandoline » qui ont été retirées ensuite. La partition est publiée en 1903 chez Fromont, et les mélodies sont créées chez Madame Édouard Colonne le 16 juin 1904.
Le second livre (FL. 114), dédié à Emma Bardac, date de 1904. Les mélodies sont créées chez Madame Colonne le 23 juin 1904, et la partition est publiée par Durand en septembre 1904.

## Titres

### Premier livre
1. En sourdine
2. Fantoche
3. Clair de lune

### Deuxième livre
1. Les Ingénus
2. Le Faune
3. Colloque sentimental

## Discographie

### Les deux livres
- Maggie Teyte et Alfred Cortot en 1936 (Naxos).
- Pierre Bernac et Jean-Charles Richard (INA mémoire vive).
- Gérard Souzay et Dalton Baldwin (Deutsche Grammophon).
- Véronique Dietschy et Philippe Cassard (Ades).

### Premier livre
- Suzanne Danco et Guido Agosti (Testament).
- Nan Merriman et Gerald Moore en 1955 (Testament).
- Barbara Hendricks et Michel Béroff en 1985 (EMI).
- Christine Schäfer et Irwin Gage (Deutsche Grammophon).
- Véronique Gens et Roger Vignoles en 2000 (Erato).

### Deuxième livre
- Ian Bostridge et Julius Drake en 2004 (EMI).
- Marie-Nicole Lemieux et Daniel Blumenthal (Naïve).